# Armenia en los Juegos Olímpicos de París 2024
Armenia estuvo representada en los Juegos Olímpicos de París 2024 por un total de 15 deportistas que compitieron en 7 deportes. Responsable del equipo olímpico es el Comité Olímpico Nacional de Armenia, así como las federaciones deportivas nacionales de cada deporte con participación.
Los portadores de la bandera en la ceremonia de apertura fueron el boxeador Davit Chaloyan y la nadadora Varsenik Manucharian.

## Medallistas
El equipo olímpico de Armenia obtuvo las siguientes medallas:
| Nombre           | Deporte            | Competición      |
| ---------------- | ------------------ | ---------------- |
| Oro              |                    |                  |
| —                |                    |                  |
| Plata            |                    |                  |
| Artur Davtian    | Gimnasia artística | Salto de potro M |
| Varazdat Lalayan | Halterofilia       | +102 kg M        |
| Artur Alexanian  | Lucha grecorromana | 97 kg M          |
| Bronce           |                    |                  |
| Maljas Amoyan    | Lucha grecorromana | 77 kg M          |